# 인간의 재생
재생은 상처에 대한 반응으로 일부 흉터조직이 회복되는 것과는 달리 상실된 조직이나 기관이 새로 자라는 것을 의미한다. 인간은 피부나 간을 포함한 큰 장기와 같은 어떤 조직들은 꽤 쉽게 재생할 수 있는 반면, 다른 조직들은 부상 후 재생 능력이 거의 없거나 전혀 없는 것으로 생각되어 왔다.
2016년까지 4가지 주요 기술(기구에 의한 재생, 물질에 의한 재생, 약물에 의한 재생, 체외 3D 프린팅에 의한 재생)을 사용하여 과학에 의한 조직의 재생이 유도되었다.
그 중 방광은 1999년부터 실험실에서 3d 프린팅을 이용하여 재생되었다. 피부 조직은 생체 내, 체외에서 재생될 수 있다. 그 외 재생된 장기는 다음과 같다: 음경, 지방, 질, 뇌 조직, 흉선, 그리고 축소된 인간의 심장. 현재 진행중인 연구는 더 많은 인간의 장기에서 완전한 재생을 유도하는 것을 목표로 한다.

## 인간 조직 재생의 역사
인간의 경우 상처가 없는 조직도 시간이 지남에 따라 자연적으로 재생된다. 기본적으로 이 조직들은 소비된 세포를 대체할 수 있는 새로운 세포를 가지고 있다. 예를 들어, 몸은 10년 이내에 전골을 재생하고 상처가 없는 피부 조직은 2주 이내에 재생이 된다. 손상된 조직의 경우, 신체는 보통 다른 반응을 보인다. 이 긴급한 반응은 관찰과 임상적결과를 통해 입증된 바와 같이 재생 반응보다 더 긴 기간에 걸쳐 어느 정도의 흉터 조직을 만드는 것을 포함한다. 재생 과정에 대해서는 더 많은 역사적, 미묘한 이해들이 있다. 2 mm 미만두께의 상처에서는 일반적으로 흉터 전에 재생이 발생한다. 하지만 3 mm가 넘는 두께의 상처에서 완전한 조직 재생을 유도하기 위해서는 상처에 물질을 넣어줘야 한다는 사실이 2008년에 밝혀졌다.

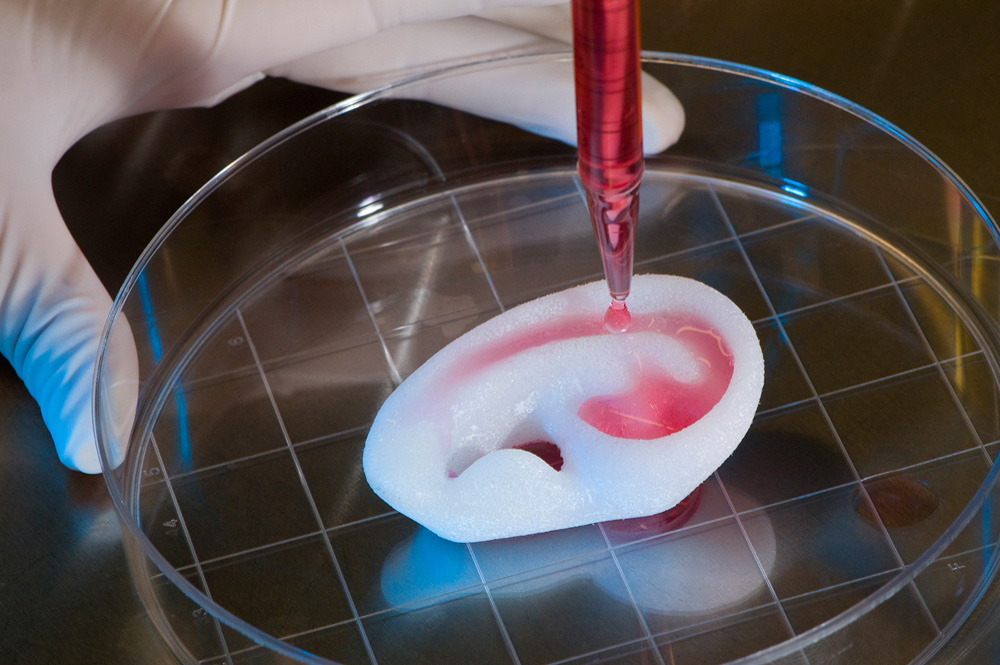
scaffold을 이용한 인간 귀 재생

상처의 결과로 단순히 흉터가 생기는 것이 아니라 재생되는 인간의 장기나 조직이 있다. 간, 손끝, 자궁내막 등이 이에 속한다. 줄기 세포의 역학(mechanics) 뿐만 아니라 인체의 조직을 수동적으로 대체하는 것에 관한 더 많은 정보가 현재 알려져 있다. 연구의 발전은 이전에 가능했다고 생각했던 것보다 더 많은 조직과 장기의 재생을 유도할 수 있게 했다. 이러한 기술의 목표는 가까운 미래에는 인체의 어떤 조직 유형이든 재생하기 위해 기술을 사용하는 것이다.

### 재생 기술의 역사
2016년까지 4가지 주요 기술(기구에 의한 재생, 물질에 의한 재생, 약물에 의한 재생, 체외 3D 프린팅에 의한 재생)을 사용하여 조직의 재생이 유도되었다. 2016년까지 기구에 의한 재생, 물질에 의한 재생, 재생 약물에 의한 재생은 일반적으로 체내(생체 내부 조직)에서 사용되었다. 2016년까지 3d 프린팅에 의한 재생은 일반적으로 체외(실험실 내부)에서 이식을 위한 조직을 만들고 준비하는데 사용되었다.

#### 기구에 의한 재생
칼이나 수술용 메스에 베이면 일반적으로 상처가 나지만 바늘로 찌르는 것은 상처가 나지 않는다. 1976년, 당뇨병이 없는 사람의 3 cm의 흉터가 인슐린 주사에 의해 재생되었고, 연구원들은 초기 연구를 강조하면서 인슐린이 조직을 재생시키고 있다고 주장했다.입증되지 않은 증거는 또한 주사기가 팔 흉터를 재생시키는데 도움을 주는 두 가지 변수 중 하나라는 것을 강조하였다. 주사기는 하루에 세번, 82일간 사분면에 주사 되었다. 82일 후, 여러 번 연속적으로 주사를 맞은 후 흉터가 해결되었고, 사람의 눈으로는 확인할 수 있는 흉터가 없다는 것이 확인되었다. 7개월 후에 그 부분을 다시 확인하였을 때, 흉터가 없는 것을 다시 한번 확인할 수 있었다.
1997년 2 mm 이하의 기구로 인해 만들어진 상처는 흉터 없이 치유할 수 있지만 2 mm 이상의 큰 상처는 흉터로 치유된다는 사실이 입증됐다.
2013년 돼지의 조직에서 직경 0.5 mm 미만인 조직의 전체 두께 미세 컬럼이 제거될 수 있고 대체 조직은 흉터가 아닌 재생 조직이라는 것이 입증됐다. 정사각형 면적의 40% 이상이 제거 된 상태에서 부분 패턴으로 조직을 제거 하였다; 정사각형 면적 안의 전체 두께 구멍은 모두 흉터 없이 치유되었다. 2016년에는 이 부분 패턴 기법이 인체 조직에서도 증명되었다.

#### 물질에 의한 재생
일반적으로 체내에서는 최대 2 mm의 제한된 정도의 손상된 조직을 재생할 수 있다. 상처 정도가 2 mm 이상일수록 상처 재생에 더 많은 유도책이 필요할 것이다. 2009년, 물질을 사용하여 최대 1 cm까지 파열된 조직의 재생이 유도될 수 있었다. 상처를 봉합할 때, 그 물질은 세포가 상처 사이를 가로지를 수 있도록 하였고, 그 다음에 그 물질은 분해되었다. 이 기술은 1996년에 찢어진 요도에서 처음 사용되었다. 2012년에는 물질을 사용하여 체내 요도 전체를 복원하였다.
대식세포 양극화는 피부 재생 전략이다.대식세포는 순환하는 단세포와 구별된다.대식세포는 M1, 소염증 타입에서 M2, 소생 타입까지 다양한 표현형을 보여준다. 하이드로겔 물질은 체외에서 M2 재생 표현형의 핵심으로 대식세포의 양극화를 유도한다. 2017년 하이드로겔은 돼지의 흉터를 부분적으로 절제한 후와 전체 두께를 절개한 후의 모낭의 피부를 완전히 재생시켰다.

#### 3D 프린팅에 의한 재생
2009년에는 길게 분산되어 있는 속이 빈 장기 및 조직의 재생을 유도하는데 조금 더 도전적이었다. 따라서 길게 분산되어 있는 속이 빈 장기 및 조직을 재생하기 위해서는 3D 프린터를 통해 실험실에서 조직을 재생시켜야 했다.
2012년, 프린팅 된 조직과 함께 다양한 학술 기관에서 승인된 4가지 표준 수준의 재생 복잡성 있다.
| 레벨 1 | 레벨 2 | 레벨 3 | 레벨 4 |
| ------ | ------ | ------ | ------ |
| 피부   | 혈관   | 방광   | 심장   |
| 근육   |        |        | 간     |
| 손톱   |        |        | 콩팥   |
|        |        |        | 음경   |

- 레벨 1, 피부와 같은 평평한 조직은 재현하기에 가장 간단했다.[3]

- 레벨 2, 혈관 같은 관 모양의 구조[3]
- 레벨 3, 속이 빈 관 모양이 아닌 구조[3]
- 레벨4, 혈관성 때문에 재생하기가 가장 복잡한 고형의 장기.[3]

2012년에는 실험실에서 60일 안에 우표 절반의 크기의 조직을 축구장 크기로 키우는 것이 가능했으며, 줄기세포를 필요로 하는 간, 신경, 췌장을 제외한 대부분의 세포는 체외에서 성장 및 확장될 수 있었다.
실험실에서 처음으로 유도되고 만들어진 장기는 1999년에 만들어진 방광이었다. 2014년에는 3D 프린터를 이용하여 방광, 근육, 질, 음경, 흉선 등의 다양한 조직들이 재생되었다.
2015년에 연구자들은 실험실 안에서 biolimb의 원리에 대한 증거를 개발했다; 그들은 또한 인간의 사지에 대한 어떤 실험도 최소한 10년은 걸릴 것이라고 추정했다. 피부, 근육, 혈관, 및 뼈가 완전히 기능하는 팔다리를 확인하였다.
2019년 4월, 연구자들은 인간의 심장을 3D 프린팅 했다. 원형 심장은 인간 줄기 세포에 의해 만들어졌지만 크기는 토끼 심장 정도였다. 연구자들은 언젠가 인간의 심장과 같은 크기로 확장할 수 있기를 기대했다.

#### 약물을 통한 재생
지방위축증은 조직에서 지방이 국소적으로 손실되는 것이다. 일반적인 인슐린 주사 치료법을 사용하는 당뇨병 환자에게서 흔히 볼 수 있다. 1949년에 훨씬 더 정제된 형태의 인슐린은 지방위축증을 일으키는 대신에 당뇨병 환자에게 주입했을 때 국부적인 지방 손실을 재생하는 것으로 나타났다. 1984년에 동일한 인슐린 주사는 같은 사람에게서 피부 지방을 생성하는 것과 관련하여 재생 반응이 다르다는 것이 밝혀졌다. 또한, 같은 몸에서 기존 형태의 인슐린 주사가 지방위축증을 유발하고, 고도로 정제된 인슐린 주사가 지방비대증을 유발하는 것으로 나타났다. 1976년에는 3 x 3 cm 지방조직 위축성 팔 흉터에 정제된 단성제 수용성 인슐린을 처리한 후 일어나는 재생 반응이 당뇨가 없는 사람과 같음을 확인하였다. 주사기로 상처의 피부 밑에 사분면에 균등하게 인슐린을 주입했다. 4개의 인슐린을 상처(defect) 기저부에 균일하게 층을 이루기 위해 상처의 사분면마다 1개의 인슐린을 하루에 3번씩 82일간 주입했다. 82일 연속 주사를 맞은 후, 그 상처는 정상 조직으로 재생되었다.
2016년에 연구자들은 약물의 사용을 통해 피부세포를 다른 조직으로 변형시킬 수 있었다. 이 기술은 2016년에 의학적으로 문제가 되었던 유전적 리프로그래밍보다 더 안전하다고 알려져 있다. 이 기술은 화학 혼합물을 사용하였으며 유전적 리프로그래밍 없이 부분 재생에 효율적이었다. 언젠가 이 약을 조직 손상 부분을 재생하는 데 사용할 수 있기를 기대했다.

## 자연적으로 재생되는 상처와 기관들

### 심장
심근세포 괴사는 죽은 세포에서 다친 심근을 제거하는 염증반응을 활성화시켜 회복을 촉진시키지만 부상을 확장시킬 수도 있다. 연구에 따르면 그 과정에 관련된 세포는 중요한 역할을 한다고 알려져 있다. 단핵 백혈구에서 유래된 대식세포는 심장 재생을 억제하면서 염증을 유발하는 경향이 있는 반면, 조직에 존재하는 대식세포는 조직 구조와 기능을 회복하는 데 도움이 될 수 있다.

### 자궁내막
월경주기를 통해 분해되는 과정을 거친 자궁내막은 재빠르게 재상피화 하여 재생한다. 상처가 없는 연조직과 같이 중절되지 않은 형태의 조직은 일관되게 재생되지만, 자궁내막은 형태적으로 붕괴와 중단된 후에 완전히 재생되는 유일한 인간 조직이다.

### 손가락
1932년 5월, L.H. McKim은 절단에 따른 성인 손가락의 재생에 대해 캐나다 의학 협회 저널에 보고서를 발표했다. 몬트리올 종합병원의 한 가정 외과의사는 감염 확산을 막기 위해 손가락 끝마디 뼈 절단 수술을 받았다. 수술 후 한 달도 안 돼 엑스레이 분석 결과 뼈가 재생됨을 확인하였고, 거시적 관찰 결과 손톱과 피부도 재생됨을 관찰하였다. 이것은 성인 손가락 재생의 가장 초기 기록 사례 중 하나이다.
1970년대의 연구는 사고로 손가락 끝을 잃은 10세 정도의 아이들이 그들의 상처가 피부 봉합되지 않는다면 한 달 안에 그 손가락의 끝을 다시 돌릴 수 있다는 것을 보여주었다. 그들은 보통 지문을 가지고 있지 않을 것이고, 만약 손톱의 조각이 남아 있다면 보통 둥근 모양 보다는 네모난 모양으로 손톱이 다시 자랄 것이다.
2005년 8월, 당시 60대 초반이었던 Lee Spievack은 사고로 오른쪽 가운데 손가락의 첫 번째 기저근 바로 위가 잘려졌다. 그의 형인 Alan Speivack 박사는 재생 연구를 하고 있었고, McGowan 재생 의학 연구소의 Stephen Badylak 박사가 개발한 분말형태의 세포 외 기질을 그에게 제공했다. Mr. Spievack은 분말로 상처를 덮었고, 손가락 끝은 4주만에 다시 재생되었다. 이 뉴스는 2007년에 발표되었다. Ben Goldacre는 이것을 "없었던 손가락"이라고 표현하면서, 손끝이 다시 돌아오고, 리즈 대학 외과 교수인 Simon Kay를 말을 인용하여 "명확하지 않은 치유력을 가진 평범한 손가락손상”이라고 묘사했다.
이와 비슷한 사연은 CNN에도 보도되었다. Deepa Kulkarni라는 이름의 여성은 새끼 손가락 끝을 잃었고 처음에 의사들로부터 아무것도 할 수 없다는 말을 들었다. 그녀의 개인적인 연구와 Badylak을 포함한 몇몇 전문가들과의 상담을 통해 결국 그녀는 재생치료를 받고 손가락 끝이 재생되었다.

### 신장
신장의 재생 능력이 최근에 조사되었다.
신장의 기본 기능적, 구조적인 단위는 네프론인데, 주로 사구체, 세뇨관, 집합관, 모세혈관으로 구성되어 있다. 포유류 신장의 재생능력은 하등 척추동물의 재생능력에 비해 제한적이다.
포유류 신장에서는 극심한 부상에 따른 세뇨관의 재생이 잘 알려져 있다. 최근에는 사구체의 재생에 대해서도 보고되었다. 극심한 부상에 따라 근위의 세뇨관이 더 많이 손상되고, 네프론 기저막의 상처를 입은 상피세포가 벗겨 진다. 그러나 살아남은 상피세포는 부상 후 근위 세뇨관의 상피내막을 보충하기 위해 이동, 탈분화, 증식, 재분화를 거친다. 최근 세뇨관 재생에는 신장줄기세포의 존재와 참여가 나타나고 있다. 그러나 현재 신장줄기세포라는 개념이 대두되고 있다. 생존한 세뇨관 상피 세포와 신장줄기세포 외에도 골수줄기세포가 근위의 세뇨관 재생에 역할을 하는 것으로 나타났지만 이 메커니즘은 여전히 논란이 되고 있다. 최근 신장 세포로 분화하는 골수줄기세포의 능력에 대한 연구들이 속속 등장하고 있다.
다른 기관과 마찬가지로 신장도 어류 등 하등 척추동물에서 완전히 재생되는 것으로 알려져 있다. 신장 재생 능력이 뛰어난 것으로 알려진 물고기 중에는 금붕어, 스케이트, 광선, 상어 등이 있다. 이러한 물고기에서는 신장을 다치거나 부분적으로 제거된 후에 네프론 전체가 재생된다.

### 간
인간의 간은 간세포의 단분화능으로 인해조직의 4분의 1만 가지고도재생되어 진다고 알려져 있다. 간의 절제는 잃어버린 질량이 회복될 때까지 남은 간세포의 증식을 유도할 수 있는데, 이때 간의 반응 정도는 절제된 질량과 비례한다. 거의 80년 동안 설치류에서 간을 외과적으로 절제하는 것은 세포 증식에 대한 연구에 매우 유용한 모델이었다.

### 발가락
노인들의 괴사와 화상 등에 의해 손상된 발가락도 괴사 치료 후에는 손톱, 발톱까지 다시 재생될 수 있다.

### 수정관
정관절제술 후 수정관은 다시 자랄 수 있다. 이는 수정관의 상피(다른 인체 부분의 상피와 유사)가 손상되거나 절단된 겨우 새로운 관을 만들고 재생할 수 있기 때문에 발생한다. 심지어 5cm(또는 2인치)나 되는 수정관을 제거해도, 수정관은 다시 자라서 부착될 수 있다. 즉, 정자가 다시 한번 수정관을 통과하고 흐르게 하여, 생식력을 회복하게 한다.

## 인간의 유도된 재생
현재는 성공적으로 또는 부분적으로 재생이 유도된 인간 조직이 몇 개 있다. 이러한 사례들 중 다수는 재생의학이라는 주제에 해당되는데, 여기에는 부상당한 인간의 장기와 조직을 재생시킬 목적으로 행해진 방법과 연구가 포함된다. 재생의학의 주요 전략은 부상 부위 세포의 재분화, 줄기세포 이식, 실험실에서 자란 조직과 장기 이식, 생체조직 이식 등이다.

### 방광
1999년에 방광은 7명의 환자에게서 처음으로 재생된 기관이다; 2014년 기준으로, 이 재생된 방광은 수혜자들 몸안에서 여전히 기능하고 있다.

### 지방
1949년, 정제된 인슐린이 지방위축증을 가진 당뇨병 환자들의 지방을 재생하는 것으로 나타났다. 1976년, 82일간 연속적으로 흉터에 주사 된 정제된 인슐린은 안전하게 지방을 재생하고 당뇨병에 걸리지 않은 사람의 피부에서 완전히 재생하는 것으로 나타났다.
고지방 식이요법 중이나 모낭 성장 중에는 성숙한 지방세포가 여러 조직에서 자연스럽게 형성된다. 지방조직은 조직 재생을 유도하는 데 관여되어 왔다. 근섬유아세포는 흉터를 담당하는 섬유아세포로서 2017년 지방의 재생이 근섬유아세포를 흉터조직 대신 지방세포로 변형시킨 것으로 나타났다. 연구자들은 또한 뼈 형태생성 단백질(BMP) 신호 전달이 피부 및 지방 재생의 목적으로 근섬유아세포를 지방세포로 변환하는 데 중요한 것으로 확인하였다.

### 심장

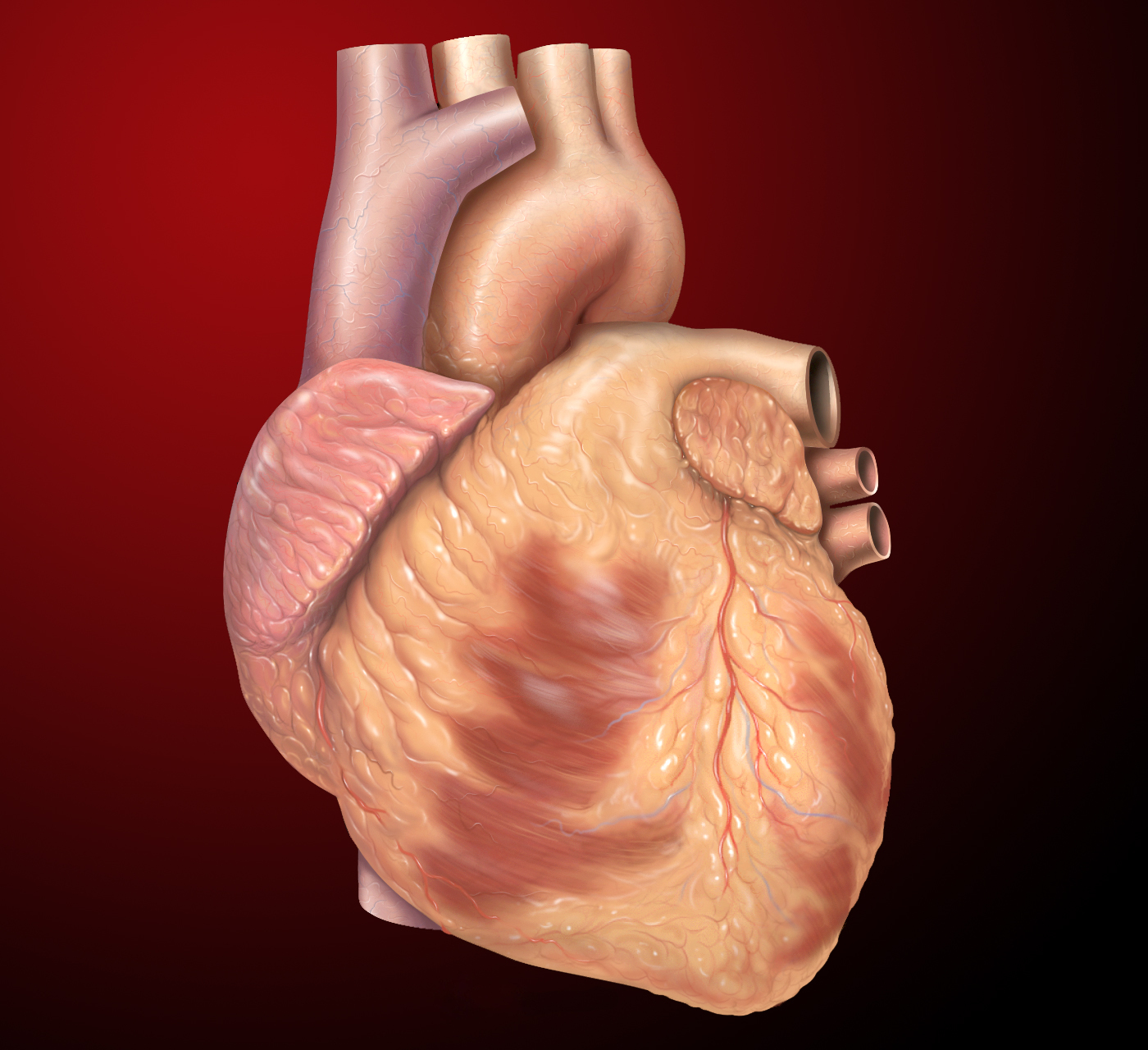
인간의 심장

심혈관 질환은 전 세계적으로 사망의 주요 원인이며 1990년 전 세계 사망자의 25.8%에서 2013년 사망자의 31.5%로 비례적으로 증가했다. 이러한 현상은 아프리카를 제외한 세계의 모든 지역에서 일어났다. 또 대표적인 심근경색이나 심장마비가 발생했을 때는 10억개 정도의 심장세포가 손실된다. 그 결과로 생긴 흉터는 생명을 위협하는 비정상적인 심장 리듬이나 부정맥을 크게 증가시키는 원인이 된다. 따라서 심장을 자연적으로 재생하는 능력은 현대 건강관리에 엄청난 영향을 미칠 것이다. 그러나 여러 동물이 심장 손상(예: 도룡뇽)을 재생할 수 있는 반면 포유류 심근세포는 증식할 수 없고 심장 손상은 흉터와 섬유화를 일으킨다.
인간의 심근 세포는 나중에 생성되지 않는다는 이전의 믿음에도 불구하고, 최근의 한 연구는 이것이 그렇지 않다는 것을 발견했다. 이 연구는 냉전 기간 동안 핵폭탄 실험의 장점을 이용했는데, 이 실험은 대기 중으로 탄소-14를 도입하여 인근 주민들의 세포로 유입했다. 그들은 이 연구 대상자들의 심근에서 DNA를 추출했고, 심근세포는 실제로 25세부터 75세까지 매년 0.45%의 느린 속도로 재생된다는 것을 발견했다. 이는 평균 수명 동안 교체되는 원래의 심근세포의 절반에도 못 미치는 양이다. 그러나 이 연구는 정상적인 노화 심장의 적절한 샘플이 맞는지를 포함하여 실험에 대한 타당성에 대해 심각한 의구심이 제기되어 왔다.
개의치 않고, 인간 심장 재생의 가능성을 뒷받침하는 추가 연구가 진행되었다. p38 MAP 키나아제의 억제는 성인 포유류 심근세포의 체세포 분열을 유도하는 것으로 밝혀졌다. FGF1과 p38 MAP 키나제 억제제로 치료한 결과 심장 부상이 있는 쥐의 심장이 재생되고, 흉터가 감소하고, 심장 기능 향상되는 것을 확인했다.
심장 재생의 가장 유망한 원천 중 하나는 줄기세포의 사용이다. 성인의 심장에는 줄기 세포 또는 심장 전구체가 존재하고 있다는 것이 생쥐에서 증명되었다. – 이 줄기세포군은 심장 조직이 죽었을 때, 손실된 세포를 대체하는 심장 세포로 분화되기 위해 리프로그래밍되는 것으로 나타났다. 특히 인간에게는 성숙한 심장세포로 분화된 전구체를 통해 세포를 재생한 심근에서 '심장 중간엽 피더층'이 발견됐다. 이 연구들이 보여주는 것은 인간의 심장은 단지 사용된 세포를 대체하는 데 이용되는 것이 아니라 필요할 때 심장을 재생시키도록 유도될 수 있는 줄기세포를 포함하고 있다는 것이다.
질병으로 인한 심근의 손실은 종종 심부전으로 이어진다. 그러므로, 잃어버린 세포를 보충하기 위해 심장 다른 곳에서 세포를 채취할 수 있다면 유용할 것이다. 이것은 2010년에 성숙한 심장의 섬유아세포가 심근세포와 같은 세포로 직접 리프로그래밍 되면서 달성되었다. 이 실험은 GATA4, Mef2c 및 Tbx5의 세 가지 전사 인자를 사용하여 수행되었다. 심장 섬유아세포는 전체 심장세포의 절반 이상을 차지하며 보통 수축을 할 수 없지만, 리프로그래밍된 이들은 자연적으로 수축할 수 있었다. 중요한 것은 손상된 심장이나 다른 곳에서 나온 섬유아세포가 재생에 필요한 기능적 심근세포의 원천이 될 수 있다는 것이다.
단순히 손상된 심장에 기능하는 심장 세포를 주입하는 것은 부분적으로만 효과적이다. 보다 신뢰할 수 있는 결과를 얻기 위해서는 세포로 구성된 구조를 만들어 이식할 필요가 있다. Masumoto와 그의 팀은 인간 iPSC로부터 심장 근육 세포와 혈관세포를 생산하는 방법을 고안했다. 이렇게 생산된 세포를 쥐의 경색된 심장에 이식하였고, 이때 심장 기능이 상당히 향상되었다. 이 세포들은 4주 후에 여전히 남아있었다. 심장 판막의 공학에 대한 연구도 행해졌다. 인간 세포에서 파생된 조직 공학 심장 판막이 체외에서 생성되어 인간이 아닌 영장류 모델에 이식되었다. 이들은 8주 후에도 상당량의 세포 재증식을 보여주었고, 현재 사용되고 있는 비생물학적 밸브를 능가하는 데 성공했다.

### 폐
만성폐쇄성폐질환(COPD)은 오늘날 가장 광범위한 건강 위협 요소 중 하나이다. 전 세계 인구 3억2900만명 정도가 해당 질병을 가지고 있고, 이는 전 세계 인구의 거의 5%를 차지한다. 2012년에 300만 명 이상의 사람들이 사망하였으며, COPD는 세 번째로 큰 사망 원인이었다. 더 좋지 않은 것은 많은 나라의 흡연율 증가와 고령화로 인해 COPD와 다른 만성 폐질환으로 인한 사망자의 수가 계속해서 증가할 것으로 예측된다는 것이다. 따라서 폐의 재생능력의 발전은 수요가 많다.

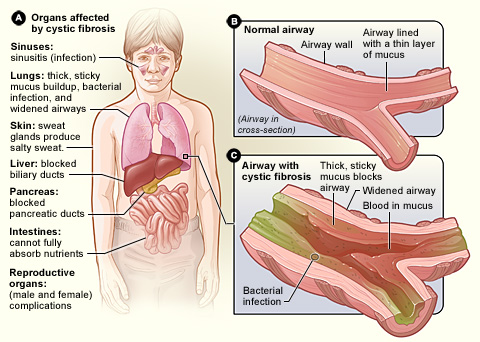
그림 A는 낭포성 섬유증이 영향을 미칠 수 있는 장기를 보여준다. 그림 B는 정상 기도의 단면을 보여준다. 그림 C는 낭포성 섬유증이 있는 기도를 보여준다. 넓어진 기도는 피와 박테리아를 함유한 두껍고 끈적끈적한 점액질로 막혀 있다.

골수유래세포가 다세포 계열(multiple cell lineages)의 전구체의 원천이 될 수 있다는 것이 밝혀졌고, 2004년 연구에서는 이러한 세포 유형 중 하나가 폐 재생에 관여하고 있다는 것을 시사했다. 따라서, 폐 재생을 위한 세포의 잠재적 공급원이 발견되었지만, 줄기 세포를 유도하고 직접적으로 분화하는 기술의 발전으로 인해 폐 재생의 주요한 진행은 환자 발생 유도만능줄기세포(iPSC)와 바이오 캐플랜드를 지속적으로 사용해왔다. 세포 외 매트릭스(ECM)는 체외에서 전체 장기를 생성하는 핵심적인 요소이다. 전체 폐의 세포를 조심스럽게 제거해 폐 상피세포와 연골세포를 더하면 세포 접착과 분화를 유도할 수 있는 “footprint'을 남겨두고 있는 것으로 나타났다. 이것은 재생 의학에서 응용을 하고 있는데, 특히 2012년 연구는 배아 줄기세포에서 파생된 폐 전구세포군을 성공적으로 정제했다. 그리고 이것들은 3차원 폐 조직 골격을 다시 세포화 하는데 사용될 수 있다.
실제로 2008년 말기 기관지연화증을 가진 30세 여성에게 조직공학 기관지를 성공적으로 이식하는 임상 이식이 있었다. ECM 골격은 인간이 기증한 기관지에서 세포와 MHC 항원을 제거함으로써 생성되었으며, 그 후 수혜자의 세포에서 배양된 상피세포와 중간엽 줄기세포에서 유도된 연골세포로 채워졌다. 이식을 통해 그녀의 왼쪽 주 기관지를 대체하여 즉시 기능적인 기도를 제공하였고, 4개월이 지난 후에도 정상적인 외관과 기계적 기능을 유지하였다. 이식수술을 받는 사람으로부터 배양된 세포에서 생성되었기 때문에 폐 재생을 위한 큰 단계인 항 기증자 항체나 면역억제제가 필요하지 않았다.
2010년 연구는 ECM 골격을 사용하여 생체 외 전체 폐를 생쥐에게 이식하기 위해 한 단계 더 발전했다. 가스 교환은 성공적으로 이루어졌지만 짧은 시간 간격 동안만 가능했다. 그럼에도 불구하고 이것은 인간 이외의 영장류의 폐 재생으로 이미 한 걸음 더 나아간 인간에 대한 전체 폐 재생과 이식을 향한 커다란 도약이었다.
낭포성 섬유증은 폐의 또 다른 질병으로, 치명적이고 유전적으로 CFTR 유전자의 돌연변이와 연관되어 있다. 체외에서 환자 맞춤형 폐 상피 증식을 통해 낭포성 섬유화 표현형을 표현하는 폐조직이 만들었다. 이는 질병 병리학의 모델링과 약물 테스트가 재생 의학을 활용하는데 사용될 수 있다.

### 음경
연구실에서 음경이 성공적으로 재생되었다. 음경은 구조적인 복잡성으로 인해 피부, 방광, 질보다 재생하기 어려운 기관이다.

### 척수 신경
척수 손상 연구의 목표는 손상된 신경회로를 다시 연결하여 신경생성을 촉진하는 것이다. 척수의 신경은 재생되려면 줄기세포를 필요로 하는 조직이다. 2012년, 폴란드 소방관인 Dark Ridyka는 척수의 하반신 마비 증상으로 자신의 후각 전구로부터 후각 초성화 세포(OECs)를 얻어 이 줄기세포를 체내 주입하는 수술을 받았다. Fidyka는 결국 그의 팔다리의 움직임과 감각을 회복했고, 특히 줄기세포가 주입된 쪽에서 성기능을 회복되었음이 보고되었다. Fidyka는 이제 운전을 할 수 있고, 이제 목발에 의지해 약간의 거리를 걸을 수 있다. 그는 척추신경이 완전히 끊어진 상태에서 감각기능을 회복한 최초의 사람으로 여겨진다.

### 흉선
Edinburgh 대학의 연구원들은 살아있는 흉선 기관을 재생시키는 데 성공했다. 재생된 장기는 구조와 유전자 발현이 소년기의 흉선과 매우 가까웠다. 흉선은 정상적인 건강한 사람에서는 퇴화하는 최초의 기관 중 하나이다.

### 질
2005년과 2008년 사이에 뮐러관 무발생 때문에 질의 형성 부전을 가진 4명의 여성에게 재생된 질을 이식하였다. 이식 후 8년까지, 모든 장기는 정상적인 기능과 구조를 가지고 있다.

## 같이 보기
- 복제 (생물학)
- 탈세포화
- 유도만능줄기세포
- 수명 연장
- 조직공학